# CityCenter Las Vegas
| CityCenter, Las Vegas (NV) | CityCenter, Las Vegas (NV)              |
| -------------------------- | --------------------------------------- |
| Project CityCenter         |                                         |
| Basisdaten                 |                                         |
| Ort:                       | Paradise, Nevada                        |
| Gebäudetyp:                | Gebäudekomplex                          |
| Bauzeit:                   | Juni 2006 bis Dezember 2009             |
| Eröffnung:                 | 16. Dezember 2009                       |
| Architektur:               | Ehrenkrantz Eckstut and Kuhn Architects |
| Kosten:                    | 8,5 Milliarden USD                      |

Das CityCenter ist ein 308.000 m² umfassender Gebäudekomplex in Paradise, Nevada, der von MGM Resorts International in Auftrag gegeben wurde. Das Projekt entstand am westlichen Strip und ersetzte das Boardwalk Hotel and Casino, mehrere kleinere Gebäude und einen Parkplatz. Dieses Baufeld wurde für das am 16. Dezember 2009 eingeweihte CityCenter freigemacht. Das kompakte Center ist mit Baukosten von 8,5 Milliarden USD (ca. 6,7 Milliarden €) das bisher teuerste privat finanzierte Bauvorhaben in den USA.
Der Komplex setzt sich unter anderem aus etwa 2.400 luxuriösen Eigentumswohnungen, dem 4.004 Zimmer umfassenden Aria Resort & Casino, dem Vdara Hotel & Spa mit 1.495 Zimmern und dem Mandarin Oriental, einem weiteren 392-Zimmer-Hotel, sowie einem 50.000 m² Einkaufs- und Unterhaltungsbereich zusammen. Insgesamt verfügt die Anlage über eine Größe und Kapazität, die etwa 12.000 Menschen beschäftigt. Gebaut wurde das Hochhausensemble mit umfangreichen Außenanlagen in rund drei Jahren von bis zu 10.000 Beschäftigten. Erschlossen wird das Gelände auch durch den Peoplemover „Aria Express“. Er verbindet das südlich gelegene Monte Carlo Resort und das nördlich gelegene Hotel Bellagio mit dem Crystals genannten zentralen Einkaufs- und Unterhaltungsbereich. Die Einzelgebäude wurden jeweils von unterschiedlichen Architekten geplant.

## Gebäude
Der architektonische Grundaufbau wurde von Ehrenkrantz Eckstut and Kuhn Architects entworfen.
| Name                      | Bild | Höhe  | Etagen | Hotelzimmer | Wohnungen | LEED zertifiziert | Beschreibung |
| ------------------------- | ---- | ----- | ------ | ----------- | --------- | ----------------- | --- |
| Aria                      |      | 180 m | 61     | 4.004       | 0         | Gold              | Das Aria Resort & Casino ist das dominanteste Gebäude des CityCenter. Es beherbergt als einziges Hotel des Komplexes ein Casino. Entworfen von: César Pelli. |
| Crystals                  |      | 10 m  | 3      | 0           | 0         | Gold              | Zentraler Einkaufs- und Unterhaltungsbereich. |
| Harmon Hotel (abgerissen) |      | 138 m | 27     | 400         | 0         |                   | Das Harmon Hotel war als 49-stöckiges Boutique-Hotel geplant, musste aber aufgrund festgestellter Baumängel auf 27 Geschosse gekürzt werden. Das Gebäude wurde nur äußerlich fertiggestellt und aufgrund der Baumängel schließlich abgerissen. Entworfen von: Foster and Partners. |
| Mandarin Oriental         |      | 164 m | 56     | 392         | 225       | Gold              | Das Haus wird von der Mandarin Oriental Hotel Gruppe betrieben. Entworfen von: KPF Architects. |
| Vdara                     |      | 176 m | 57     | 1.495       | 0         | Gold              | Das Vdara ist ein gemischt genutzter Komplex aus Hotel-Suiten und Eigentumswohnungen. Entworfen von: RV Architecture LLC led by Rafael Viñoly. |
| Veer Towers               |      | 150 m | 37     | 335         | 674       | Gold              | Die Veer Towers sind zwei entgegengesetzt-lehnende Zwillingstürme. Sie beherbergen Eigentumswohnungen. Entworfen von: Helmut Jahn. |